# Waldo A. Evans
Waldo A. Evans (1869 - 15 de abril de 1936) foi um capitão da Marinha dos Estados Unidos e governador militar das Ilhas Virgens Americanas e da Samoa Americana. Ele foi o último governador militar das Ilhas Virgens Americanas.